# 斉藤淳
斉藤 淳（さいとう じゅん、1969年5月29日 - ）は、日本の教育者、政治学者。J PREP 斉藤塾代表。民主党衆議院議員（1期）。元イェール大学政治学科助教。イェール大学Ph.D。

## 来歴・人物
山形県遊佐町生まれ。山形県立酒田東高等学校、上智大学外国語学部を経て、同大大学院で修士号を取得。
米国イェール大学大学院政治学研究科で、主に日本政治を研究していた、2001年秋、民主党本部が公募した国政選挙の候補者に応募し、加藤紘一が元事務所代表の脱税事件や自身の政治資金流用問題で辞職したことに伴い実施された2002年10月27日投開票の、第42回衆議院議員補欠選挙（山形県第4区）に「庄内から日本を変えたい」と、高速道路無料化や農業者戸別所得補償制度の導入を主張して立候補。民主党県連顧問であった阿部昭吾のグループ、連合山形傘下の労組、大学生らの勝手連「もっけ連」らが積極的に動き、51437票を獲得して初当選した。当選後、衆議院農林水産委員会に所属した。
公職選挙法改正によって、一票の格差是正のため山形県の小選挙区が1減となり、それに伴い、庄内・最上地方にあたる区域が新たな山形3区となり実施された2003年11月9日投開票の第43回衆議院議員総選挙に党公認で再選を目指し出馬するが、みそぎ選挙と位置づけ、無所属で出馬した加藤に52260票差をつけられ敗れた。
落選後、党県3区総支部長兼県連会長代行を務め、2004年7月の参院選山形県選挙区に県連から出馬を打診されるが、前年春の酒田市長選の候補者推薦を巡って、阿部と対立し和解はしたものの、支部運営の混乱を収束できず、力量不足を痛感したとして、2004年3月に不出馬を表明。党役職の辞表を星川保松筆頭会長代行に提出し、その後、渡米してイェール大学に復学。2006年に博士課程を修了、Ph.Dを取得した。
2012年、イェール大学を退職して帰国。東京・自由が丘と酒田市に英語教室 Logos（現:J Prep 斉藤塾）を創設。現在に至る。

## 経歴
- 1988年（昭和63年）- 山形県立酒田東高等学校卒業、上智大学外国語学部英語学科入学。
- 1991年（平成3年）- 1992年（平成4年）カリフォルニア大学サンディエゴ校に交換留学。
- 1993年（平成5年）- 上智大学外国語学部英語学科卒業。
- 1995年（平成7年）- 同大学院国際関係論専攻博士前期課程修了。
  - この間、IA Prep School 平岡にて講師を務める。
- 1997年（平成9年）- カリフォルニア大学ロサンゼルス校大学院政治学研究科入学。
- 1998年（平成10年）- イェール大学大学院政治学研究科に転学。
- 2002年（平成14年）10月27日 - 第42回衆議院議員補欠選挙で初当選。
- 2003年（平成15年）11月9日 - 第43回衆議院議員総選挙で落選。
- 2006年（平成18年）- イェール大学大学院政治学研究科博士課程修了。Ph D取得。
- 2006年（平成18年）- ウェズリアン大学客員助教。
- 2007年（平成19年）- フランクリン＆マーシャルカレッジ助教。
- 2008年（平成20年）- イェール大学政治学科助教。
- 2012年（平成24年）- イェール大学を退職し、東京都目黒区自由が丘と山形県酒田市に英語教室 Logosを創設、代表に就任。
- 2013年（平成25年）- 英語塾 Logos 改称、J Prep 斉藤塾代表に就任。この運営会社として株式会社 J Institute 登記、代表取締役に就任。

## 著作

### 単著
- 『自民党長期政権の政治経済学――利益誘導政治の自己矛盾』勁草書房、2010年。ISBN 4326301902
- 『世界の非ネイティブ・エリートがやっている英語勉強法』KADOKAWA、2014年。 ISBN 4046017708
- 『10歳から身につく問い、考え、表現する力――僕がイェール大で学び、教えたいこと』NHK出版、2014年。ISBN 4140884398
- 『ほんとうに頭がよくなる 世界最高の子ども英語――わが子の語学力のために親ができること全て！』ダイヤモンド社、2017年。 ISBN 4478102376
- 『アメリカの大学生が学んでいる本物の教養』SB新書、2023年。ISBN 4815617694
- 『斉藤先生！ 小学生からの英語教育、親は一体何をすればよいですか？』アルク、2024年。ISBN 475744043X

### 共著
- 下村恭民、中川淳司『ODA大綱の政治経済学 -- 運用と援助理念』有斐閣、1999年。ISBN 4641160767
- 樋渡展洋『政党政治の混迷と政権交代』東京大学出版会、2011年。 ISBN 4130362410

## 翻訳

### 共訳
- J・マーク・ラムザイヤー、フランシス・マコール・ローゼンブルース『日本政治と合理的選択 -- 寡頭政治の制度的ダイナミクス1868‐1932』河野勝監訳、永山博之、青木一益と共訳、勁草書房、2006年。ISBN 4326301627

## 受賞歴
『自民党長期政権の政治経済学』
- 第54回日経・経済図書文化賞
- 第2回政策分析ネットワーク賞本賞

"Reapportionment and Redistribution"
- 2004年全米政治学会において議会研究分科会アラン・ローゼンサル賞